# Acando
Acando AB var ett svenskt konsultföretag inom management och IT. Företaget blev uppköpt den 11 mars 2019 när CGI la ett bud om 4,3 miljarder SEK. Acando hade kontor i fem europeiska länder. Verksamheten bedrivs inom fem affärsområden: Digital, Enterprise, IT Infrastructure, IT Management och Management. 
Acando i Sverige hade innan uppköpet cirka 1 000 anställda. Christer Norrman var sista chefen för den svenska verksamheten och huvudkontoret ligger i Stockholm.

## Historia
Företaget grundades som Frontec 1981. I början av 90-talet förvärvades IDK Datakonsulter. 1995 noterades Frontec på Stockholmsbörsens O-lista.
1998 bildades Acando som 2003 slogs ihop med Frontec (AcandoFrontec) och bildade ett konsultföretag inom Management och IT. 2004 förvärvade AcandoFrontec IT-konsultföretaget Edge Consulting som grundades 1999 och hade fokus på IT-lösningar för Stockholms finansmarknad. 2006 går AcandoFrontec ihop med Resco och e-motion Technology Consulting. Affären med e-motion slutfördes februari och verksamheten konsoliderades i AcandoFrontec från och med 1 mars.
Efter fusionen med Resco lanseras 2006 det gemensamma namnet Acando. Genom affärerna med Resco och e-motion stärker Acando sig på marknaden för affärssystem från Microsoft och SAP AG. 2007 etablerar sig Acando i Storbritannien genom förvärv av management och IT-konsultföretaget IQ Consulting Ltd. Genom förvärv av Deva Management Consulting och Deva Business Intelligence stärker Acando sig inom Business intelligence och Management consulting. 2007 startar Acando ett dotterbolag i Danmark. Acando etablerar sig i Norge genom uppköp av Abeo med 85 medarbetare inom hälsosektorn. 2009 förvärvar Acando det danska konsultföretaget March IT A/S och stärker därigenom sin ställning inom SAP-relaterad konsulting. 2014 förvärvar Acando och går ihop med Connecta, som då avnoteras från Stockholmsbörsen. 2015 avyttrar Acando verksamheten i Storbritannien.
Acando avnoterades från Stockholmsbörsen i maj 2019.